# Шабане
Шабане (фр. Chabanais) насеље је и општина у западној Француској у региону Поату-Шарант, у департману Шарант која припада префектури Конфолан.
По подацима из 2011. године у општини је живело 1906 становника, а густина насељености је износила 126,98 становника/km². Општина се простире на површини од 15,01 km². Налази се на средњој надморској висини од 156 метара (максималној 250 m, а минималној 148 m).

## Демографија
| 1962. | 1968. | 1975. | 1982. | 1990. | 1999. | 2011. |
| ----- | ----- | ----- | ----- | ----- | ----- | ----- |
| 2.164 | 2.439 | 2.434 | 2.242 | 2.107 | 1.944 | 1.906 |

График промене броја становника у току последњих година